# Kulcs
Kulcs is een plaats (község) en gemeente in het Hongaarse comitaat Fejér. Kulcs telt 2114 inwoners (2006).